# Elecciones presidenciales de Estados Unidos de 1952
Las cuadragesimosegundas elecciones presidenciales de Estados Unidos se celebraron el martes 4 de noviembre de 1952. El candidato republicano, Dwight D. Eisenhower, obtuvo una clara victoria, acabando con veinte años de predominancia del Partido Demócrata; asimismo, los republicanos consiguieron controlar por un estrecho margen el Congreso de los Estados Unidos. En este período, la tensión entre el país y la Unión Soviética en el contexto de la Guerra Fría era alta; al mismo tiempo, el macartismo estaba en boga, aupado por el temor generalizado al comunismo entre los estadounidenses. La política exterior fue un factor principal en la carrera para alcanzar la nominación republicana. El país estaba polarizado por la Guerra de Corea, que se encontraba estancada, y la corrupción dentro del gobierno federal también fue un tema relevante. Los temas económicos y sociales no tuvieron mucha relevancia, pues la situación económica era próspera.
Harry S. Truman, entonces presidente del país, abandonó la carrera hacia la presidencia tras obtener malos resultados en el inicio de las primarias, y se decantó por apoyar al gobernador de Illinois, Adlai Stevenson. Stevenson tenía reputación en su estado como un reformista y un intelectual; ello no hizo que dejara de dudar sobre su voluntad de presentarse. El presidente Truman tuvo múltiples reuniones con Stevenson en las que manifestó su deseo de que se convirtiera en el abanderado de los demócratas; el fracaso de estas reuniones frustró al presidente, aunque finalmente Stevenson aceptó presentarse. En el Partido Republicano hubo una intensa disputa entre el senador Robert A. Taft de Ohio y Eisenhower para hacerse con la candidatura presidencial; el tema principal fue la política exterior, y los partidarios de Eisenhower criticaron a Taft, que pensaba que Estados Unidos no debía involucrarse en la Guerra Fría, como un aislacionista. La victoria sobre Taft del héroe de guerra y comandante de la OTAN fue ajustada; tras lograrla, Eisenhower atacó con fiereza la política del presidente Truman, que resumió en tres puntos: Corea, comunismo y corrupción. El general consiguió buenos resultados en la mayoría de grupos demográficos y regionales, excepto en los estados sureños, mayoritariamente demócratas.
- Datos: Q699548
- Multimedia: United States presidential election, 1952 / Q699548